# Boletina flavohirta
Boletina flavohirta är en tvåvingeart som först beskrevs av Enrico Adelelmo Brunetti 1912.  Boletina flavohirta ingår i släktet Boletina och familjen svampmyggor. Inga underarter finns listade i Catalogue of Life.